# 930 MBC 뉴스 경남
《930 MBC 뉴스 경남》은 MBC 경남 TV에서 매주 평일 오전 9시 35분에 방송 중인 경남 지역 뉴스 프로그램이다.

## 개요
MBC 경남 930 뉴스로 읽는다.

## 앵커
| 대수 | 진행자          | 진행 기간                         | 비고  |
| ---- | --------------- | --------------------------------- | ----- |
| 1대  | 이윤선 아나운서 | 일자미상 ~ 2015년 9월 25일        |       |
| 2대  | 윤보리 아나운서 | 2015년 9월 30일 ~ 2016년 4월 7일  |       |
| 임시 | 이다솔 아나운서 | 2016년 4월 11일 ~ 2016년 4월 15일 |       |
| 3대  | 김지윤 아나운서 | 2016년 4월 18일 ~ 일자미상        |       |
| 4대  | 김세희 아나운서 | 일자미상 ~ 2017년 6월 30일        |       |
| 5대  | 김지윤 아나운서 | 2017년 7월 3일 ~ 2018년 3월 30일  |       |
| 6대  | 김혜민 아나운서 | 2018년 4월 2일 ~ 2018년 12월 31일 |       |
| 7대  | 백근곤 아나운서 | 2019년 1월 2일 ~ 2019년 2월 8일   | [ 1 ] |
| 8대  | 이다슬 아나운서 | 2019년 2월 11일 ~ 일자 미상       |       |
| 9대  | 백율희 아나운서 | 일자미상 ~ 2021년 3월 25일        |       |
| 10대 | 이다슬 아나운서 | 2021년 3월 29일 ~ 2022년 5월 19일 | [ 2 ] |
| 11대 | 백근곤 아나운서 | 2024년 1월 2일 ~ 2024년 3월 29일  |       |
| 12대 | 이다슬 아나운서 | 2024년 4월 1일 ~ 현재             | [ 3 ] |

## 경쟁 프로그램
- KBS 뉴스 930 경남 (KBS 경남 1TV)
- KNN 뉴스와 생활경제 (KNN TV)